# Cincinnati Opera
La Cincinnati Opera è una compagnia d'opera americana con sede a Cincinnati, Ohio e la seconda più antica compagnia d'opera negli Stati Uniti, dopo il Metropolitan di New York. Cominciando con la sua prima stagione nel 1920, Cincinnati Opera ha prodotto opere nei mesi estivi di giugno e luglio con l'accompagnamento orchestrale dell'Orchestra Sinfonica di Cincinnati.

## Storia
La Compagnia, originariamente chiamata Cincinnati Opera Association, diede la sua prima rappresentazione, Martha di Flotow, domenica 27 giugno 1920. Durante i suoi primi anni la compagnia fu sotto la direzione di Ralph Lyford, un compositore americano e direttore d'orchestra la cui opera singola Castello Agrazant avrebbe avuto la sua prima mondiale al Cincinnati Music Hall il 29 aprile 1926, dopo la partenza di Lyford da Cincinnati Opera nel 1925. Dal 1956-1990 la compagnia da una gara canora conosciuta come l'American Opera Auditions.

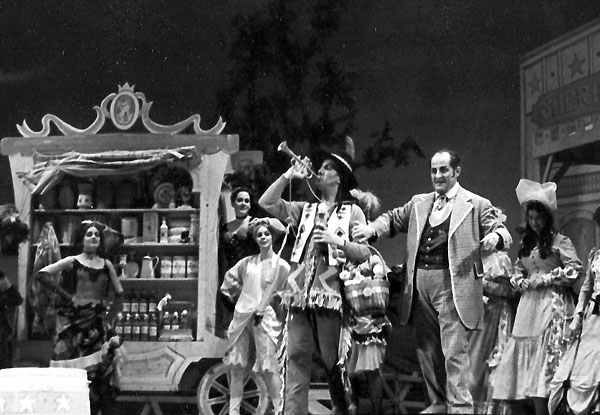
Andrew Foldi as Dr. Dulcamara and Bruce Cooper as his assistant Cochise in Act 1, Scene 2 of Cincinnati Opera's 1968 "Wild West" production of L'elisir d'amore directed by James de Blasis.

Per la maggior parte dei suoi primi cinquant'anni, le performance di Cincinnati Opera si sono svolte presso il Padiglione Zoo di Cincinnati. Durante quel periodo, molti cantanti di primo piano apparvero nelle produzioni della compagnia, tra Plácido Domingo, Beverly Sills, Norman Treigle, Sherrill Milnes, Montserrat Caballé, Jan Peerce, Robert Merrill, Roberta Peters, Shirley Verrett, Lawrence Tibbett, Richard Tucker, Martina Arroyo, James Morris, Elinor Ross e Barbara Daniels. Nel 1972, la Cincinnati Opera spostò la sua sede degli spettacoli al Cincinnati Music Hall, recentemente rinnovato.

### L'Opera sotto James de Blasis
James de Blasis divenne il direttore di scena residente della compagnia nel 1968. In seguito fu direttore generale dal 1973 al 1987. Nel 1988 diventò il suo direttore artistico, incarico che ricoprì fino al 1996.
Sotto il suo mandato, la società produsse opere rare come Risurrezione di Franco Alfano nel 1983 e Schwanda the Bagpiper di Jaromír Weinberger nel 1986. Aggiunse anche i musical al suo repertorio, nel tentativo di ampliare la sua base di pubblico. Uno dei punti forti all'epoca di de Blasis fu una nuova interpretazione de L'elisir d'amore di Donizetti, che cambiò l'ambientazione dalla regione basca della Spagna nel 1820 al "Wild West" del tardo XIX secolo nel Texas. La produzione fu filmata dalla PBS e teletrasmessa a livello nazionale nel 1968.

### La compagnia sotto Nicholas Muni
Nel 1996, il regista di fama internazionale Nicholas Muni succedette a James de Blasis come direttore artistico della compagnia. Sotto la sua guida la Cincinnati Opera ampliò ulteriormente il suo repertorio con molte anteprime fuori del repertorio standarddella compagnia: Jenůfa di Janáček, Il giro di vite di Britten, Pelléas et Mélisande di Debussy, Il Castello di Barbablù di Bartók, Erwartung di Schönberg, Dead Man Walking di Heggie, Elektra di Strauss, La Voix Humaine di Poulenc, I sette peccati capitali di Weill, L'imperatore di Atlantide di Ulmann, e l'anteprima americana di The Maids di Peter Bengtson. La compagnia inoltre effettuò la sua prima commissione MainStage, Margaret Garner di Richard Danielpour (co-commissionata dal Michigan Opera Theatre e Opera Company di Philadelphia). Le prestazioni di Cincinnati coincisero con l'apertura del National Underground Railroad Freedom Center di Cincinnati e Denyce Graves cantò nel ruolo della protagonista.

### La compagnia sotto Evans Mirageas
Nel 2006, Evans Mirageas, un importante direttore di casting ed ex capo della divisione Artists & Repertoire della Decca, divenne il nuovo direttore artistico della Cincinnati Opera. Dopo la sua prima stagione con la compagnia, la rivista Opera News lo segnalò come uno dei "25 nomi più potenti dell'Opera lirica negli Stati Uniti".
Il Summer Festival 2008, il primo ad essere completamente programmato da Mirageas, compresa la versione francese di Donizetti della Lucia di Lammermoor, più la première per la compagnia di Florencia en el Amazonas di Daniel Catán. La stagione 2009 della Compagnia presentò quattro opere ambientate in Spagna: Le nozze di Figaro, Don Carlo, Carmen, e la prima regionale di Ainadamar di Osvaldo Golijov. La stagione 2010 presentò un Concerto di Gala per il 90º anniversario, al quale parteciparono, tra gli altri, gli ospiti Ryan Seacrest e Sherrill Milnes ed i cantanti Maria Luigia Borsi, Angela Brown, Christine Brewer, Denyce Graves e Richard Leech. In seguito nel 2011 fu rappresentata A Flowering Tree di John Adams, mentre la stagione 2012 offrì le prime esecuzioni della compagnia di Porgy and Bess e María de Buenos Aires di Piazzolla.
Nel 2012 Evans Mirageas annunciò un'espansione della stagione della Cincinnati Opera in formato "festival", con grandi spettacoli lirici nella Music Hall; conferenze, film e recital nella Memorial Hall; concerti all'aperto a Washington Park; e produzioni su piccola scala nel teatro Corbett da 750 posti presso la Scuola per le Arti Creative e dello Spettacolo.
Gli spettacoli nel teatro Corbett compresero Galileo Galilei di Glass (2013) e l'opera del 1651 di Francesco Cavalli La Calisto (2014).
Silent Night di Kevin Puts, destinatario del Premio Pulitzer 2012 per la musica, fu presentata dalla compagnia nel 2014. Nel 2015, le opere al di fuori del repertorio standard compresero anche la prima mondiale di Morning Star di Ricky Ian Gordon e William M. Hoffman.